# Neritos cardinalis
Neritos cardinalis är en fjärilsart som beskrevs av Paul Dognin 1899. Neritos cardinalis ingår i släktet Neritos och familjen björnspinnare. Inga underarter finns listade i Catalogue of Life.